# Danh sách nhóm dân tộc ở Hoa Kỳ theo thu nhập hộ gia đình
Đây là danh sách thu nhập gia đình trung bình của Hoa Kỳ theo chủng tộc và dân tộc và nhóm bộ tộc người Mỹ thổ dân da đỏ bản địa

## Chủng Tộc
| Xếp hạng | Chủng Tộc                                             | Thu nhập gia đình trung bình (2015 US$) |
| -------- | ----------------------------------------------------- | --------------------------------------- |
| 1        | Mỹ Vàng                                               | 74,245                                  |
| 2        | Mỹ Trắng                                              | 59,698                                  |
| 3        | Thổ dân Hawaii và Thổ dân quần đảo Thái Bình Dương Mỹ | 55,607                                  |
| 4        | Chủng tộc khác                                        | 42,461                                  |
| 5        | Thổ dân da đỏ Mỹ và thổ dân Alaska                    | 38,530                                  |
| 6        | Mỹ Đen                                                | 36,544                                  |

## Các bộ lạc thổ dân da đỏ Mĩ
1. Chickasaw: $49,663[2]
2. Choctaw: $47,783[2]
3. Alaska Natives: $47,401[2]
4. Creek: $41,897[2]
5. Iroquois: $40,471[2]
6. Cherokee: $37,730[2]
7. Blackfeet: $37,033[2]
8. Chippewa: $34,463[2]
9. Lumbee: $33,863[2]
10. Navajo: $31,057[2]
11. Sioux: $29,079[2]
12. Apache: $28,745[2]

## Dân tộc
1. Người Mỹ gốc Ấn Độ: $107,390[3]
2. Người Do Thái Mỹ: $97,500[4]
3. Người Mỹ gốc Đài Loan: $85,566[5]
4. Người Mỹ gốc Philippines: $82,389[5]
5. Người Mỹ gốc Úc: $81,452[3]
6. Người Mỹ gốc Israel: $79,736[3]
7. Người Mỹ gốc Âu: $77,440[3]
8. Người Mỹ gốc Nga: $77,349[3]
9. Người Người Mỹ gốc Hy Lạp: $77,342[3]
10. Người Mỹ gốc Liban: $74,757[3]
11. Người Mỹ gốc Sri Lanka: $73,856[3]
12. Người Mỹ gốc Croatia: $73,196[3]
13. Người Mỹ gốc Latvia: $72,690[3]
14. Người Mỹ gốc Litva: $72,605[3]
15. Người Mỹ gốc Áo: $72,478[3]
16. Người Mỹ gốc Ba Tư: $72,345[3]
17. Người Mỹ gốc Slovenia: $72,272[3]
18. Người Mỹ gốc Thụy Sĩ: $71,418[3]
19. Người Mỹ gốc Bulgaria: $71,331[3]
20. Người Mỹ gốc România: $71,230[3]
21. Người Mỹ gốc Scandinavia: $71,190[3]
22. Người Mỹ gốc Ý: $70,726[3]
23. Người Mỹ gốc Nhật: $70,261[5]
24. Người Mỹ gốc Vương quốc Liên hiệp Anh: $70,037[3]
25. Người Mỹ gốc Hoa: $69,586[5]
(bao gồm Người Mỹ gốc Đài Loan)
26. Người Mỹ gốc Nam Tư: $69,372[3]
27. Người Mỹ gốc Bỉ: $69,342[3]
28. Người Mỹ gốc Scotland: $69,269[3]
29. Người Mỹ gốc Wales: $68,874[3]
30. Người Mỹ gốc Ba Lan: $68,843[3]
31. Người Mỹ gốc Hoa: $68,672[5]
(không bao gồm Người Mỹ gốc Đài Loan)
32. Người Mỹ gốc Slovakia: $68,611[3]
33. Người Mỹ gốc Đan Mạch: $68,558[3]
34. Người Mỹ gốc Tiệp Khắc: $67,991[3]
35. Người Mỹ gốc Thụy Điển: $67,908[3]
36. Người Mỹ gốc Việt: $120,800[6]
(không bao gồm sinh ở ngoại bang)
37. Người Mỹ gốc Na Uy: $67,403[3]
38. Người Mỹ gốc Syria: $66,965[3]
39. Người Mỹ gốc Séc: $66,856[3]
40. Người Mỹ gốc Hungary: $66,483[3]
41. Người Mỹ gốc Ukraina: $66,430[3]
42. Người Mỹ gốc Phần Lan: $66,063[3]
43. Người Mỹ gốc Đức: $65,570[3]
44. Người Mỹ gốc Anh: $65,436[3]
45. Người Mỹ gốc Palestine: $65,345[3]
46. Người Mỹ gốc Canada Pháp: $64,883[3]
47. Người Mỹ gốc Bồ Đào Nha: $64,525[3]
48. Người Mỹ gốc Ireland: $64,322[3]
49. Người Mỹ gốc Việt: $64,191[7]
50. Người Mỹ gốc Albania: $63,649[3]
51. Người Mỹ gốc Canada: $63,443[3]
52. Người Mỹ gốc Slav: $62,866[3]
53. Người Mỹ gốc Pakistan: $62,848[5][8]
54. Người Mỹ gốc Nigeria: $62,086[3]
55. Người Mỹ gốc Scotland-Ireland: $62,055[3]
56. Người Mỹ gốc Indonesia: $61,943[5]
57. Người Mỹ gốc Hà Lan: $61,508[3]
58. Người Mỹ gốc Ai Cập: $61,344[3]
59. Người Mỹ gốc Pháp: $61,262[3]
60. Người Mỹ gốc Thổ Nhĩ Kỳ: $61,187[3]
61. Người Mỹ gốc Armenia: $60,561[3]
62. Người Mỹ gốc Ghana: $59,545[3]
63. Người Mỹ gốc Nam Tư: $58,668[3]
64. Người Mỹ gốc Việt: $58,700[9]
(sinh ở ngoại bang)
65. Người Mỹ gốc Triều Tiên: $58,573[5]
66. Người Mỹ gốc Guyana: $58,168[3]
67. Người Mỹ gốc Tây Ấn: $56,865[3]
68. Người Mỹ gốc Brasil: $56,200[3]
69. Người Mỹ gốc Barbados: $56,078[3]
70. Người Mỹ gốc Ả Rập: $55,117[3]
71. Người Mỹ gốc Lào: $53,655[5]
72. Người Mỹ gốc Thái Lan: $53,468[5]
73. Người Mỹ gốc Campuchia: $53,359[5]
74. Người Mỹ gốc Tây Ấn: $53,310[3]
75. Người Cajun: $52,886[3]
76. Người Mỹ gốc Trinidad và Tobago: $55,303[3]
77. Người Mỹ gốc Assyria: $51,921[3]
78. Người Mỹ gốc : $51,122[3]
79. Người Mỹ gốc Đức Pennsylvania: $51,061[3]
80. Người Mỹ gốc Cabo Verde: $48,408[3]
81. Người Mỹ gốc H'mông: $48,149[5]
82. Người Mỹ gốc Haiti: $47,751[3]
83. Người Mỹ gốc Jordan: $46,855[3]
84. Người Mỹ gốc Maroc: $45,128[3]
85. Người Mỹ gốc Nepal: $44,677[5]
86. Người Mỹ gốc Bangladesh: $44,512[5]
87. Người Mỹ gốc Afghanistan: $43,838[3]
88. Người Mỹ gốc Bahamas: $42,000[3]
89. Người Mỹ gốc Ethiopia: $41,736[3]
90. Người Mỹ gốc Phi: $40,931[3]
91. Người Mỹ gốc Myanmar: $35,016[5]
92. Người Mỹ gốc Iraq: $32,594[3]
93. Người Mỹ gốc Somalia: $22,368[3]